# Montornès de Segarra
Montornès de Segarra este o localitate în Spania în comunitatea Catalonia în provincia Lleida. În 2006 avea o populație de 105 locuitori.
1. ↑  Nomenclátor Geográfico de Municipios y Entidades de Población (20240402 edition)
2. ↑   https://montornes.ddl.net/actualitat/noticies/el-dia-17-de-juny-es-va-constituir-el-nou-ajuntament-de-montornes-de-segarra Lipsește sau este vid: |title= (ajutor)
3. 1 2   http://www.idescat.cat/pub/?id=aec&n=925&t=2016 Lipsește sau este vid: |title= (ajutor)